# Карпов Борис Петрович
Борис Петрович Карпов (1929 — ?) — молдавський радянський діяч, начальник Головного управління енергетики та електрифікації при Раді міністрів Молдавської РСР. Член Ревізійної комісії КП Молдавії в 1971—1976 роках. Член ЦК КП Молдавії в 1976—1990 роках. Депутат Верховної Ради Молдавської РСР 8—11-го скликань.

## Біографія
Народився в родині службовця.
У 1954 році закінчив Московський енергетичний інститут.
У 1954—1960 роках — стажувальник чергового інженера, черговий інженер, заступник начальника, начальник турбінного цеху Курахівської ДРЕС Сталінської (тепер Донецької) області.
Член КПРС з 1959 року.
У 1960—1964 роках — начальник об'єднаного ремонтного цеху Курахівської ДРЕС; начальник котлотурбінного цеху Луганської ДРЕС системи «Донбасенерго».
У 1964—1968 роках — головний інженер, у 1968—1971 роках — директор Молдавської ДРЕС імені 50-річчя Великої Жовтневої соціалістичної революції.
У 1971 — після 1987 року — начальник Головного управління енергетики та електрифікації при Раді міністрів Молдавської РСР.
Подальша доля невідома.